# Progressione del record mondiale dei 200 m farfalla
Il primo record mondiale dei 200 m delfino maschili in vasca lunga (50 metri) è stato riconosciuto ufficialmente dalla FINA nel 1959, quello femminile nel 1958. In vasca corta (25 metri) i record del mondo sono invece omologati dal 3 marzo 1991.

## Uomini

### Vasca lunga
| #                 | Tempo   | +   | Atleta           | Nazionalità    | Data              | Evento                 | Luogo                         | Ref                                               |
| ----------------- | ------- | --- | ---------------- | -------------- | ----------------- | ---------------------- | ----------------------------- | ------------------------------------------------- |
| 1                 | 2'21"6  |     | Jiro Nagasawa    | Giappone       | 17 settembre 1954 |                        | Tokyo, Giappone               |                                                   |
| 2                 | 2'20"8  |     | Takashi Ishimoto | Giappone       | 1º ottobre 1955   |                        | Tokyo, Giappone               |                                                   |
| 3                 | 2'19"3  |     | Jiro Nagasawa    | Giappone       | 14 marzo 1956     |                        | New Haven, Stati Uniti        |                                                   |
| 4                 | 2'16"7  |     | William Yorzik   | Stati Uniti    | 14 aprile 1956    |                        | Winchendon, Stati Uniti       |                                                   |
| Nuovo regolamento |         |     |                  |                |                   |                        |                               |                                                   |
| 5                 | 2'19"0  |     | Michael Troy     | Stati Uniti    | 11 luglio 1959    |                        | Los Altos, Stati Uniti        |                                                   |
| 6                 | 2'16"4  |     | Michael Troy     | Stati Uniti    | 11 luglio 1959    |                        | Los Altos, Stati Uniti        |                                                   |
| 7                 | 2'15"0  |     | Michael Troy     | Stati Uniti    | 10 luglio 1960    |                        | Evansville, Stati Uniti       |                                                   |
| 8                 | 2'13"4  |     | Michael Troy     | Stati Uniti    | 23 luglio 1960    |                        | Toledo, Stati Uniti           |                                                   |
| 9                 | 2'13"2  |     | Michael Troy     | Stati Uniti    | 4 agosto 1960     |                        | Detroit, Stati Uniti          |                                                   |
| 10                | 2'12"8  |     | Michael Troy     | Stati Uniti    | 2 settembre 1960  | Giochi olimpici        | Roma, Italia                  |                                                   |
| 11                | 2'12"6  |     | Carl Robie       | Stati Uniti    | 19 agosto 1961    |                        | Los Angeles, Stati Uniti      |                                                   |
| 12                | 2'12"5  | 55y | Kevin Berry      | Australia      | 20 febbraio 1962  |                        | Melbourne, Australia          |                                                   |
| 13                | 2'12"4  |     | Carl Robie       | Stati Uniti    | 11 agosto 1962    |                        | Cuyahoga Falls, Stati Uniti   |                                                   |
| 14                | 2'10"8  |     | Carl Robie       | Stati Uniti    | 11 agosto 1962    |                        | Cuyahoga Falls, Stati Uniti   |                                                   |
| 15                | 2'09"7  | 55y | Kevin Berry      | Australia      | 23 ottobre 1962   |                        | Melbourne, Australia          |                                                   |
| 16                | 2'08"4  | 55y | Kevin Berry      | Australia      | 12 gennaio 1963   |                        | Sydney, Australia             |                                                   |
| 17                | 2'08"2  |     | Carl Robie       | Stati Uniti    | 18 marzo 1963     |                        | Tokyo, Giappone               |                                                   |
| 18                | 2'06"9  |     | Kevin Berry      | Australia      | 29 marzo 1964     |                        | Sydney, Australia             |                                                   |
| 19                | 2'06"6  |     | Kevin Berry      | Australia      | 18 ottobre 1964   | Giochi olimpici        | Tokyo, Giappone               |                                                   |
| 20                | 2'06"4  |     | Mark Spitz       | Stati Uniti    | 26 luglio 1967    |                        | Winnipeg, Canada              |                                                   |
| 20 =              | 2'06"4  |     | Mark Spitz       | Stati Uniti    | 12 agosto 1967    |                        | Oak Park, Stati Uniti         |                                                   |
| 21                | 2'06"0  |     | John Ferris      | Stati Uniti    | 30 agosto 1967    |                        | Tokyo, Giappone               |                                                   |
| 22                | 2'05"7  |     | Mark Spitz       | Stati Uniti    | 8 ottobre 1967    |                        | Berlino Ovest, Germania Ovest |                                                   |
| 23                | 2'05"4  |     | Mark Spitz       | Stati Uniti    | 22 agosto 1970    |                        | Los Angeles, Stati Uniti      |                                                   |
| 24                | 2'05"0  |     | Gary Hall Sr.    | Stati Uniti    | 22 agosto 1970    |                        | Los Angeles, Stati Uniti      |                                                   |
| 25                | 2'03"9  |     | Mark Spitz       | Stati Uniti    | 27 agosto 1971    |                        | Houston, Stati Uniti          |                                                   |
| 25 =              | 2'03"9  |     | Mark Spitz       | Stati Uniti    | 27 agosto 1971    |                        | Houston, Stati Uniti          |                                                   |
| 26                | 2'03"3  |     | Hans Fassnacht   | Germania Ovest | 31 agosto 1971    |                        | Landskrona, Svezia            |                                                   |
| 27                | 2'01"87 |     | Mark Spitz       | Stati Uniti    | 2 agosto 1972     |                        | Chicago, Stati Uniti          |                                                   |
| 28                | 2'01"53 |     | Mark Spitz       | Stati Uniti    | 2 agosto 1972     |                        | Chicago, Stati Uniti          |                                                   |
| 29                | 2'00"70 |     | Mark Spitz       | Stati Uniti    | 28 agosto 1972    | Giochi olimpici        | Monaco, Germania Ovest        |                                                   |
| 30                | 2'00"21 |     | Roger Pyttel     | Germania Est   | 3 giugno 1976     |                        | Berlino Est, Germania Est     |                                                   |
| 31                | 1'59"63 |     | Roger Pyttel     | Germania Est   | 3 giugno 1976     |                        | Berlino Est, Germania Est     |                                                   |
| 32                | 1'59"23 |     | Mike Brunner     | Stati Uniti    | 18 luglio 1976    | Giochi olimpici        | Montréal, Canada              |                                                   |
| 33                | 1'58"21 |     | Craig Beardsley  | Stati Uniti    | 30 luglio 1980    |                        | Irvine, Stati Uniti           |                                                   |
| 34                | 1'58"01 |     | Craig Beardsley  | Stati Uniti    | 22 agosto 1981    |                        | Kiev, Unione Sovietica        |                                                   |
| 35                | 1'57"05 |     | Michael Groß     | Germania Ovest | 26 agosto 1983    | Campionati europei     | Roma, Italia                  |                                                   |
| 36                | 1'57"04 |     | Jon Sieben       | Australia      | 3 agosto 1984     | Giochi olimpici        | Los Angeles, Stati Uniti      |                                                   |
| 37                | 1'57"01 |     | Michael Groß     | Germania Ovest | 29 giugno 1985    |                        | Wuppertal, Germania Ovest     |                                                   |
| 38                | 1'56"65 |     | Michael Groß     | Germania Ovest | 10 agosto 1985    | Campionati europei     | Sofia, Bulgaria               |                                                   |
| 39                | 1'56"24 |     | Michael Groß     | Germania Ovest | 28 giugno 1986    |                        | Hannover, Germania Ovest      |                                                   |
| 40                | 1'55"69 |     | Melvin Stewart   | Stati Uniti    | 12 gennaio 1991   | Campionati mondiali    | Perth, Australia              |                                                   |
| 41                | 1'55"22 |     | Denis Pankratov  | Russia         | 14 giugno 1995    |                        | Canet-en-Roussillon, Francia  |                                                   |
| 42                | 1'55"18 |     | Tom Malchow      | Stati Uniti    | 17 giugno 2000    |                        | Charlotte, Stati Uniti        |                                                   |
| 43                | 1'54"92 |     | Michael Phelps   | Stati Uniti    | 30 marzo 2001     |                        | Austin, Stati Uniti           |                                                   |
| 44                | 1'54"58 |     | Michael Phelps   | Stati Uniti    | 24 luglio 2001    | Campionati mondiali    | Fukuoka, Giappone             |                                                   |
| 45                | 1'53"93 |     | Michael Phelps   | Stati Uniti    | 22 luglio 2003    | Campionati mondiali    | Barcellona, Spagna            |                                                   |
| 46                | 1'53"80 |     | Michael Phelps   | Stati Uniti    | 17 agosto 2006    | Campionati panpacifici | Victoria, Canada              |                                                   |
| 47                | 1'53"71 |     | Michael Phelps   | Stati Uniti    | 17 febbraio 2007  |                        | Columbia, Stati Uniti         |                                                   |
| 48                | 1'52"09 |     | Michael Phelps   | Stati Uniti    | 28 marzo 2007     | Campionati mondiali    | Melbourne, Australia          |                                                   |
| 49                | 1'52"03 |     | Michael Phelps   | Stati Uniti    | 13 agosto 2008    | Giochi olimpici        | Pechino, Cina                 |                                                   |
| 50                | 1'51"51 |     | Michael Phelps   | Stati Uniti    | 29 luglio 2009    | Campionati mondiali    | Roma, Italia                  | [ 1 ]                                             |
| 51                | 1'50"73 |     | Kristóf Milák    | Ungheria       | 24 luglio 2019    | Campionati mondiali    | Gwangju, Corea del Sud        | Archiviato il 22 giugno 2022 in Internet Archive. |
| 52                | 1'50"34 |     | Kristóf Milák    | Ungheria       | 21 giugno 2022    | Campionati mondiali    | Budapest, Ungheria            | [ 3 ]                                             |

Legenda: Ref - Referto della gara;
Record non ottenuti in finale: (b) - batteria; (sf) - semifinale; (s) - staffetta prima frazione.

### Vasca corta
| #                                            | Tempo   | + | Atleta           | Nazionalità    | Data             | Evento                | Luogo                   | Ref   |
| -------------------------------------------- | ------- | - | ---------------- | -------------- | ---------------- | --------------------- | ----------------------- | ----- |
| -                                            | 1'54"78 |   | Michael Groß     | Germania Ovest | febbraio 1985    |                       | Bonn, Germania Ovest    |       |
| Record riconosciuti ufficialmente dalla FINA |         |   |                  |                |                  |                       |                         |       |
| 1                                            | 1'54"67 |   | Franck Esposito  | Francia        | 1º febbraio 1992 | Coppa del Mondo       | Parigi, Francia         |       |
| 2                                            | 1'54"58 |   | Danyon Loader    | Nuova Zelanda  | 6 febbraio 1993  | Coppa del Mondo       | Parigi, Francia         |       |
| 3                                            | 1'54"50 |   | Danyon Loader    | Nuova Zelanda  | 9 febbraio 1993  | Coppa del Mondo       | Malmö, Svezia           |       |
| 4                                            | 1'54"21 |   | Danyon Loader    | Nuova Zelanda  | 13 febbraio 1993 | Coppa del Mondo       | Gelsenkirchen, Germania |       |
| 5                                            | 1'53"05 |   | Franck Esposito  | Francia        | 26 marzo 1994    |                       | Parigi, Francia         |       |
| 6                                            | 1'52"64 |   | Denis Pankratov  | Russia         | 2 febbraio 1997  | Coppa del Mondo       | Gelsenkirchen, Germania |       |
| 7                                            | 1'51"76 |   | James Hickman    | Gran Bretagna  | 28 marzo 1998    |                       | Parigi, Francia         |       |
| 8                                            | 1'51"58 |   | Franck Esposito  | Francia        | 14 gennaio 2001  |                       | Antibes, Francia        |       |
| 9                                            | 1'51"21 |   | Thomas Rupprath  | Germania       | 1º dicembre 2001 |                       | Rostock, Germania       |       |
| 10                                           | 1'50"73 |   | Franck Esposito  | Francia        | 8 dicembre 2002  |                       | Antibes, Francia        |       |
| 11                                           | 1'50"60 |   | Nikolaj Skvorcov | Russia         | 13 dicembre 2008 | Campionati europei    | Fiume, Croazia          |       |
| 12                                           | 1'50"53 |   | Nikolaj Skvorcov | Russia         | 15 febbraio 2009 | Campionati russi      | San Pietroburgo, Russia |       |
| 13                                           | 1'49"11 |   | Kaio de Almeida  | Brasile        | 10 novembre 2009 | Coppa del Mondo       | Stoccolma, Svezia       |       |
| 14                                           | 1'49"04 |   | Chad le Clos     | Sudafrica      | 7 agosto 2013    | Coppa del Mondo       | Eindhoven, Paesi Bassi  |       |
| 15                                           | 1'48"56 |   | Chad le Clos     | Sudafrica      | 5 novembre 2013  | Coppa del Mondo       | Singapore               | [ 4 ] |
| 16                                           | 1'48"24 |   | Daiya Seto       | Giappone       | 11 dicembre 2018 | Campionati mondiali   | Hangzhou, Cina          | [ 5 ] |
| 17                                           | 1'46"85 |   | Tomoru Honda     | Giappone       | 22 ottobre 2022  | Campionati giapponesi | Tokyo, Giappone         |       |

Legenda: Ref - Referto della gara;
Record non ottenuti in finale: (b) - batteria; (sf) - semifinale; (s) - staffetta prima frazione.

## Donne

### Vasca lunga
| #                 | Tempo   | +   | Atleta             | Nazionalità  | Data              | Evento                  | Luogo                         | Ref   |
| ----------------- | ------- | --- | ------------------ | ------------ | ----------------- | ----------------------- | ----------------------------- | ----- |
| 1                 | 2'42"3  |     | Tineke Lagerberg   | Paesi Bassi  | 12 dicembre 1956  |                         | Naarden, Paesi Bassi          |       |
| 2                 | 2'38"1  |     | Tineke Lagerberg   | Paesi Bassi  | 19 marzo 1957     |                         | Naarden, Paesi Bassi          |       |
| Nuovo regolamento |         |     |                    |              |                   |                         |                               |       |
| 3                 | 2'40"5  |     | Nancy Ramey        | Stati Uniti  | 29 giugno 1958    |                         | Los Angeles, Stati Uniti      |       |
| 4                 | 2'38"9  |     | Tineke Lagerberg   | Paesi Bassi  | 13 settembre 1958 |                         | Naarden, Paesi Bassi          |       |
| 5                 | 2'37"0  | 55y | Becky Collins      | Stati Uniti  | 19 luglio 1959    |                         | Redding, Stati Uniti          |       |
| 6                 | 2'34"4  |     | Marianne Heemskerk | Paesi Bassi  | 12 giugno 1960    |                         | Lipsia, Germania Est          |       |
| 7                 | 2'32"8  |     | Becky Collins      | Stati Uniti  | 13 agosto 1961    |                         | Filadelfia, Stati Uniti       |       |
| 8                 | 2'31"2  |     | Sharon Finneran    | Stati Uniti  | 19 agosto 1962    |                         | Chicago, Stati Uniti          |       |
| 9                 | 2'30"7  |     | Sharon Finneran    | Stati Uniti  | 25 agosto 1962    |                         | Los Altos, Stati Uniti        |       |
| 10                | 2'29"1  |     | Susan Pitt         | Stati Uniti  | 27 luglio 1963    |                         | Filadelfia, Stati Uniti       |       |
| 11                | 2'28"1  |     | Sharon Stouder     | Stati Uniti  | 12 luglio 1964    |                         | Los Angeles, Stati Uniti      |       |
| 12                | 2'26"4  |     | Sharon Stouder     | Stati Uniti  | 2 agosto 1964     |                         | Los Altos, Stati Uniti        |       |
| 13                | 2'26"3  |     | Kenis Moore        | Stati Uniti  | 15 agosto 1965    |                         | Maumee, Stati Uniti           |       |
| 14                | 2'25"8  |     | Ada Kok            | Paesi Bassi  | 21 agosto 1965    |                         | Leida, Paesi Bassi            |       |
| 15                | 2'25"3  |     | Ada Kok            | Paesi Bassi  | 12 settembre 1965 |                         | Groningen, Paesi Bassi        |       |
| 16                | 2'22"5  |     | Ada Kok            | Paesi Bassi  | 2 agosto 1967     |                         | Groningen, Paesi Bassi        |       |
| 17                | 2'21"0  | 55y | Ada Kok            | Paesi Bassi  | 25 agosto 1967    |                         | Blackpool, Regno Unito        |       |
| 18                | 2'20"7  |     | Karen Moe          | Stati Uniti  | 11 luglio 1970    |                         | Santa Clara, Stati Uniti      |       |
| 19                | 2'19"3  |     | Alice Jones        | Stati Uniti  | 22 agosto 1970    |                         | Los Angeles, Stati Uniti      |       |
| 20                | 2'18"6  |     | Karen Moe          | Stati Uniti  | 7 agosto 1971     |                         | Santa Clara, Stati Uniti      |       |
| 21                | 2'18"4  |     | Ellie Daniel       | Stati Uniti  | 28 agosto 1971    |                         | Houston, Stati Uniti          |       |
| 21 =              | 2'18"4  |     | Ellie Daniel       | Stati Uniti  | 28 agosto 1971    |                         | Houston, Stati Uniti          |       |
| 21 =              | 2'18"4  |     | Ellie Daniel       | Stati Uniti  | 10 settembre 1971 |                         | Minsk, Unione Sovietica       |       |
| 22                | 2'16"62 |     | Karen Moe          | Stati Uniti  | 6 agosto 1972     |                         | Chicago, Stati Uniti          |       |
| 23                | 2'15"57 |     | Karen Moe          | Stati Uniti  | 4 settembre 1972  | Giochi olimpici         | Monaco, Germania Ovest        |       |
| 24                | 2'15"45 | b   | Rosemarie Kother   | Germania Est | 8 settembre 1973  | Campionati mondiali     | Belgrado, Jugoslavia          |       |
| 25                | 2'13"76 |     | Rosemarie Kother   | Germania Est | 9 settembre 1973  | Campionati mondiali     | Belgrado, Jugoslavia          |       |
| 26                | 2'13"60 |     | Rosemarie Gabriel  | Germania Est | 14 marzo 1976     |                         | Tallinn, Unione Sovietica     |       |
| 27                | 2'12"84 |     | Rosemarie Gabriel  | Germania Est | 4 giugno 1976     |                         | Berlino Est, Germania Est     |       |
| 28                | 2'11"22 |     | Rosemarie Gabriel  | Germania Est | 5 giugno 1976     |                         | Berlino Est, Germania Est     |       |
| 29                | 2'11"20 |     | Andrea Pollack     | Germania Est | 9 aprile 1978     |                         | Leningrado, Unione Sovietica  |       |
| 30                | 2'09"87 |     | Andrea Pollack     | Germania Est | 4 luglio 1978     |                         | Berlino Est, Germania Est     |       |
| 30 =              | 2'09"87 |     | Tracy Caulkins     | Stati Uniti  | 26 agosto 1978    | Campionati mondiali     | Berlino Ovest, Germania Ovest |       |
| 31                | 2'09"77 |     | Mary T. Meagher    | Stati Uniti  | 7 luglio 1979     |                         | San Juan, Porto Rico          |       |
| 32                | 2'08"41 |     | Mary T. Meagher    | Stati Uniti  | 16 agosto 1979    |                         | Fort Lauderdale, Stati Uniti  |       |
| 33                | 2'07"01 |     | Mary T. Meagher    | Stati Uniti  | 16 agosto 1979    |                         | Fort Lauderdale, Stati Uniti  |       |
| 34                | 2'06"37 |     | Mary T. Meagher    | Stati Uniti  | 30 luglio 1980    |                         | Irvine, Stati Uniti           |       |
| 35                | 2'05"96 |     | Mary T. Meagher    | Stati Uniti  | 13 agosto 1981    |                         | Brown Deer, Stati Uniti       |       |
| 36                | 2'05"81 |     | Susie O'Neill      | Australia    | 17 maggio 2000    | Giochi olimpici         | Sydney, Australia             |       |
| 37                | 2'05"78 |     | Otylia Jędrzejczak | Polonia      | 4 agosto 2002     | Campionati europei      | Berlino, Germania             |       |
| 38                | 2'05"61 |     | Otylia Jędrzejczak | Polonia      | 28 luglio 2005    | Campionati mondiali     | Montréal, Canada              |       |
| 39                | 2'05"40 |     | Jessicah Schipper  | Australia    | 17 agosto 2006    | Campionati panpacifici  | Victoria, Canada              |       |
| 40                | 2'04"18 |     | Liu Zige           | Cina         | 14 agosto 2008    | Giochi olimpici         | Pechino, Cina                 |       |
| 41                | 2'04"14 | b   | Mary Mohler        | Stati Uniti  | 29 luglio 2009    | Campionati mondiali     | Roma, Italia                  |       |
| 42                | 2'03"41 |     | Jessicah Schipper  | Australia    | 30 luglio 2009    | Campionati mondiali     | Roma, Italia                  |       |
| 43                | 2'01"81 |     | Liu Zige           | Cina         | 21 ottobre 2009   | Giochi nazionali cinesi | Jinan, Cina                   | [ 6 ] |

Legenda: Ref - Referto della gara;
Record non ottenuti in finale: (b) - batteria; (sf) - semifinale; (s) - staffetta prima frazione.

### Vasca corta
| #                                            | Tempo   | + | Atleta                 | Nazionalità | Data             | Evento              | Luogo                    | Ref   |
| -------------------------------------------- | ------- | - | ---------------------- | ----------- | ---------------- | ------------------- | ------------------------ | ----- |
| -                                            | 2'05"65 |   | Mary T. Meagher        | Stati Uniti | 2 gennaio 1981   |                     | Gainesville, Stati Uniti |       |
| Record riconosciuti ufficialmente dalla FINA |         |   |                        |             |                  |                     |                          |       |
| 1                                            | 2'05"37 |   | Susie O'Neill          | Australia   | 17 febbraio 1999 | Coppa del Mondo     | Malmö, Svezia            |       |
| 2                                            | 2'04"43 |   | Susie O'Neill          | Australia   | 2 settembre 1999 |                     | Canberra, Australia      |       |
| 3                                            | 2'04"16 |   | Susie O'Neill          | Australia   | 18 gennaio 2000  | Coppa del Mondo     | Sydney, Australia        |       |
| 4                                            | 2'04"04 |   | Yang Yu                | Cina        | 18 gennaio 2004  | Coppa del Mondo     | Berlino, Germania        |       |
| 5                                            | 2'03"53 |   | Otylia Jędrzejczak     | Polonia     | 13 dicembre 2007 | Campionati europei  | Debrecen, Ungheria       |       |
| 6                                            | 2'03"12 |   | Yūko Nakanishi         | Giappone    | 23 febbraio 2008 |                     | Tokyo, Giappone          |       |
| 7                                            | 2'02"50 |   | Liu Zige               | Cina        | 11 novembre 2009 | Coppa del Mondo     | Stoccolma, Svezia        |       |
| 8                                            | 2'00"78 |   | Liu Zige               | Cina        | 15 novembre 2009 | Coppa del Mondo     | Berlino, Germania        |       |
| 9                                            | 1'59"61 |   | Mireia Belmonte García | Spagna      | 3 dicembre 2014  | Campionati mondiali | Doha, Qatar              | [ 7 ] |
| 10                                           | 1'59"32 |   | Summer McIntosh        | Canada      | 12 dicembre 2024 | Campionati mondiali | Budapest, Ungheria       |       |

Legenda: Ref - Referto della gara;
Record non ottenuti in finale: (b) - batteria; (sf) - semifinale; (s) - staffetta prima frazione.